# 羅克福德 (密歇根州)
羅克福德（英語：Rockford）是一個位於美國密歇根州肯特縣的城市。

## 人口
根據2020年美國人口普查的數據，羅克福德的面積為8.52平方千米，當中陸地面積為8.35平方千米，而水域面積為0.17平方千米。當地共有人口6175人，而人口密度為每平方千米725人。